# Kallima doubledayi
Kallima doubledayi är en fjärilsart som beskrevs av Moore 1879. Kallima doubledayi ingår i släktet Kallima och familjen praktfjärilar. Inga underarter finns listade i Catalogue of Life.